# Callanthias legras
Callanthias legras är en fiskart som beskrevs av Smith, 1948. Callanthias legras ingår i släktet Callanthias och familjen Callanthiidae. Inga underarter finns listade.